# Ifri N'Amr Ou Moussa
Ifri N'Amr Ou Moussa is een archeologische vindplaats die in 2005 werd ontdekt in de gemeente Aït Siberne in de provincie Khémisset van Marokko. Hier zijn graven gevonden die verband houden met zowel het Marokkaanse vroege neolithicum als de klokbekercultuur uit de kopertijd.

## Genetica
Fregel et al. (2018) onderzocht de overblijfselen van 7 individuen begraven in Ifri N'Amr Ou Moussa (ca. 5.325-4.786 v.Chr.). De twee geëxtraheerde monsters van Y-DNA behoorden tot de vaderlijke haplogroep E-L19*, terwijl de 5 geëxtraheerde monsters van MtDNA behoorden tot de moederlijke haplogroepen M1b1*, U6a1b (twee monsters), U6a7b2 en U6a3. De vaderlijke haplogroep E-L19* komt veel voor in Noord-Afrika en de moederlijke haplogroepen worden geassocieerd met migraties van Eurazië naar Noord-Afrika tijdens het laatpaleolithicum. Ze bleken nauw verwant te zijn aan de mensen die begraven lagen in de grot van Tafoughalt, Marokko (ca. 15.000 v.Chr.). Zowel de Tafoughalt- als de Ifri N'Amr ou Moussa-mensen bleken ook verwant te zijn aan de Natufiërs (ca. 12.000 v.Chr.) en het prekeramisch neolithicum (ca. 10.000 v.Chr.) van de Levant, met wie ze een gemeenschappelijke oorsprong leken te delen. Deze genetische continuïteit met Tafoughalt suggereerde dat de voorouders van de Ifri n'Amr ou Moussa-mensen een neolithische levensstijl hadden aangenomen zonder substantiële migratie. Een artikel uit 2023 over oude genomen in Marokko stelde echter dat er 7400 jaar geleden een verandering plaatsvond van jagen en verzamelen naar voedselproductie, en dat landbouwpraktijken werden geïntroduceerd door neolithische Europese groepen, die aanvankelijk door de lokale bevolking werden overgenomen zonder demische verspreiding.
Onder de moderne populaties bleken de onderzochte individuen het nauwst verwant te zijn aan de Mozabieten uit Algerije. In tegenstelling tot de Ifri N'Amr-individuen vertoonden de onderzochte monsters op de laat-neolithische vindplaats Kehf el Baroud (~c. 4000 v.Chr.) ongeveer 50% voorouders van de vroege Europese landbouwers (EEF). Dit suggereert een aanzienlijke migratie tijdens het neolithicum van Cardiaal-impresso-mensen van Iberisch Schiereiland naar Noord-Afrika. Beide bestudeerde groepen in Ifri n'Amr ou Moussa en Kelif el Boroud hadden een veel lagere hoeveelheid Sub-Sahara-Afrikaanse bijmenging dan moderne Noord-Afrikanen. Dit geeft aan dat er trans-Sahara-migraties plaatsvonden na het neolithicum (hoewel ze ook een lagere hoeveelheid Sub-Sahara-Afrikaanse bijmenging hadden dan de mensen van Tafoughalt). Fenotypisch gezien werd vastgesteld dat de Ifri n'Amr ou Moussa-bevolking een donkere huid en donkere oogkleur had. 
De oude Guanchen van de Canarische Eilanden werden gedetermineerd als een mengeling van voorouders van de Ifri N'Amr ou Moussa en Kelif el Boroud, met een gedeelde meerderheid van 80,2% afkomstig uit deze gemeenschappen op het vasteland. 